# Sagamilepeta
Sagamilepeta is een geslacht van weekdieren uit de klasse van de Gastropoda (slakken).

## Soort
- Sagamilepeta sagamiensis (Kuroda & Habe, 1971)